# Burkholderia
Burkholderia cepacia es una bacteria que se encuentra comúnmente en el suelo, el agua y ambientes húmedos. Aunque no suele ser peligrosa para personas sanas, puede causar problemas serios en personas con ciertas condiciones de salud. Esto es lo que puede hacer:
1. Infecciones en los pulmones:  Es especialmente peligrosa para personas con enfermedades pulmonares crónicas, como la fibrosis quística, porque puede causar infecciones graves y difíciles de tratar.
2. Resistencia a antibióticos:  Esta bacteria es resistente a muchos antibióticos, lo que complica su tratamiento.
3. Infecciones en heridas o sistemas debilitados:  En personas con el sistema inmunológico debilitado, puede provocar infecciones en heridas, en la sangre (sepsis) o en otros órganos.
4. Complicaciones hospitalarias:  En entornos hospitalarios, puede propagarse fácilmente y afectar a pacientes vulnerables.

Para personas sanas, el riesgo de problemas es bajo, pero por precaución se retiran productos que puedan estar contaminados con esta bacteria.
Burkholderia  es un género de bacterias  compuesto por: bacilos rectos; Gram negativos; oxidasa y catalasa positivos; con una proporción de G+C que oscila entre el 59 y el 69,5 %. Son bacterias móviles con un flagelo polar único o bien con un penacho de flagelos polares según las especies. También son mesófilos y no esporulados. Su metabolismo es aerobio. Como sustancia de reserva utilizan el polihidroxibutirato. 
Ecológicamente son saprófitos que intervienen en el reciclaje de materia orgánica. Las bacterias de este género pueden ser patógenas para los humanos, así como para  demás animales y plantas , como Burkholderia mallei agente causal del muermo o para las plantas como Burkholderia glumae y en humanos la Burkholderia cepacia que a su vez es un patógeno oportunista en enfermos de fibrosis quística y presenta una gran capacidad degradativa de contaminantes orgánicos.
El género Burkholderia se formó a partir del género Pseudomonas en función de los datos de ARNr, de hecho antiguamente B. cepacia, era Pseudomona cepacia. La especie tipo es B. cepacia.